# Thalassarche
A Thalassarche a madarak (Aves) osztályának viharmadár-alakúak (Procellariiformes) rendjébe, ezen belül az albatroszfélék (Diomedeidae) családjába tartozó nem.

## Tudnivalók
A Thalassarche-fajok közepes méretű albatroszok, melyek a déli félgömbön találhatók meg. Sokáig a Diomedea nevű madárnembe sorolták őket, azonban a mitokondriális DNS-vizsgálat bebizonyította, hogy monofiletikus csoportot alkotnak, azaz egy közös rendszertani őstől származnak, és a Phoebetria-fajokkal állnak közelebbi rokonságban. E madárnem ezidáig felfedezett legősibb faja, a késő miocén kori Thalassarche thyridata, amelyet az ausztráliai Victoria államban fedezték fel. A T. thyridata körülbelül 10 millió évvel élt ezelőtt, ekkortájt pedig a Thalassarche és a Phoebetria nemek már különváltak.

## Rendszerezés
A nembe az alábbi 10 élő faj és 1 fosszilis faj tartozik:
- Buller-albatrosz (Thalassarche bulleri) (Rothschild, 1893)[3][4]
- Carter-albatrosz (Thalassarche carteri) (Rothschild, 1903)[5]
- tasmán albatrosz (Thalassarche cauta) (Gould, 1841)[3][6]
- sárgacsőrű albatrosz (Thalassarche chlororhynchos) Gmelin 1789[3][7]
- szürkefejű albatrosz (Thalassarche chrysostoma) (Forster, 1785)[3][8]
- Chatham-albatrosz (Thalassarche eremita) (Murphy, 1930)[3][9]
- sárgaszemű albatrosz (Thalassarche impavida) (Mathews, 1912)[3][10]
- dolmányos albatrosz (Thalassarche melanophris) (Temminck 1828)[3][11]
- szürkehátú albatrosz (Thalassarche salvini) (Rothschild, 1893)[3][12]
- Thalassarche steadi (Falla, 1933)[13] - míg egyesek külön fajként kezelik, mások azonosnak tartják a tasmán albatrosszal[14][15][16][17][18][19][20][21]
- †Thalassarche thyridata - késő miocén[22]

### Fordítás
- Ez a szócikk részben vagy egészben  a   Mollymawk című angol Wikipédia-szócikk ezen változatának fordításán alapul.  Az eredeti cikk szerkesztőit annak laptörténete sorolja fel. Ez a jelzés csupán a megfogalmazás eredetét és a szerzői jogokat jelzi, nem szolgál a cikkben szereplő információk forrásmegjelöléseként.